# Chabreloche
Chabreloche är en kommun i departementet Puy-de-Dôme i regionen Auvergne-Rhône-Alpes i centrala Frankrike. Kommunen ligger i kantonen Saint-Rémy-sur-Durolle som tillhör arrondissementet Thiers. År 2022 hade Chabreloche 1 164 invånare.

## Befolkningsutveckling
Antalet invånare i kommunen Chabreloche
| Referens: INSEE |